# Iduna Laube
Iduna Laube (13. prosince 1808 Altenburg – 19. srpna 1879 Vídeň) byla sasko-rakouská bojovnice za práva žen.

## Život
Iduna Budeus (také: Buddeus, Budens) pocházela ze saské advokátní rodiny. Poprvé se provdala za lékaře Alberta Friedricha Hänela (1800–1833). Manželé žili v Lipsku, kde její manžel vyučoval medicínu na univerzitě. V roce otcovy smrti se narodil jejich syn Albert Hänel.
V roce 1837 se Iduna Hänel provdala za spisovatele a dramaturga Heinricha Laubeho, s nímž hodně cestovala po Evropě. Manžel byl také členem Frankfurtského parlamentu. Od roku 1850 byl ředitelem Burgtheatru ve Vídni. Zde rovněž provozovali literární salon podle „severoněmeckého vzoru“.
Iduna Laube se angažovala ve společenském životě ve Vídni a zajímala se mimo jiné o otázky ženské politiky. Propagovala například myšlenky Johanna Ferdinanda Schranka o integraci žen do pracovního života. Byla členkou Vídeňského ženského obchodního spolku (Versammlung der Wiener Frauen-Erwerbsverein), první ekonomické ženské organizace v Rakousku. Za jejího předsednictví byl vypracován statut, který byl zveřejněn 13. listopadu 1866. Dalšími spoluiniciátory byli Auguste von Littrow a Helene von Hornbostel. Cílem spolku bylo lepší vzdělání a díky němu i lepší pracovní příležitosti pro ženy. Iduna Laube předsedala spolku až do roku 1868, kdy následovala svého manžela na krátkou dobu zpět do Lipska, později se manželé usadili opět ve Vídni.
Podle vídeňského vzoru byly brzy založeny další podobné ženské spolky, mimo jiné v Brně, Praze, Salcburku a Klagenfurtu. Ženský zaměstnanecký spolek zřídil školní stipendium, které bylo pojmenováno jejím jménem.